# Взрыв в башне Pemex
Взрыв в небоскрёбе Torre Ejecutiva Pemex в Мехико произошёл 31 января 2013 года. В этом здании расположена штаб-квартира мексиканской нефтяной компании Pemex.
В результате происшествия по меньшей 37 человек погибли и 121 получили ранения. Ранее в тот же день пресс-служба Pemex разместила в Twitter сообщение о том, что из башни проводится эвакуация людей по причине «проблем с электрикой во всём комплексе, включая небоскрёб».
Генеральный прокурор Мексики Хесус Мурильо Карам сообщил на пресс-конференции, что следов взрывчатки на месте взрыва не найдено, а причиной катастрофы стало скопление газа в подвалах здания, а также добавил, что, предположительно, взорвавшимся газом был метан.